# Hamirostra melanosternon
Hamirostra melanosternon е вид птица от семейство Ястребови (Accipitridae), единствен представител на род Hamirostra.

## Разпространение
Видът е разпространен в Австралия.